# ستانلي جاكسون
ستانلي جاكسون (21 نوفمبر 1870 في المملكة المتحدة - 9 مارس 1947 بلندن في الإمبراطورية الرومانية) (بالإنجليزية: Stanley Jackson) هو سياسي ولاعب كريكت بريطاني وبريطاني (وحمل سابقاً جنسية المملكة المتحدة لبريطانيا العظمى وأيرلندا). شارك مع منتخب إنجلترا للكريكت. أما مع النوادي، فقد لعب مع نادي مقاطعة يوركشاير للكريكت ‏ ونادي جامعة كامبريدج للكريكيت ‏.

## وصلات خارجية
- ستانلي جاكسون على موقع إي آس بي آن كريك إنفو (الإنجليزية)